# Lahenpää
Lahenpää är en ort i Pajala kommun, Norrbottens län.
Byns första gårdar uppfördes under början av 1800-talet och de flesta av nybyggarna kom från Jierijärvi, som är belägen tvärs över den uttorkade sjön med samma namn. Sjön torrlades slutligen på 1930-talet. Det första hemmanet i Lahenpää grundades den 30 september 1801 av Per Jönsson Juntti från Jierijärvi. Från början räknades Lahenpää och Jierijärvi som samma by. Skolan i Lahenpää fungerade mellan 1930 och 1967 och därefter fick skolbarnen flytta till Jierijärvi. Under 1970- och 1980-talen började byn tömmas, varvid post och affär stängdes. Lahenpääs byastuga uppfördes 1989–1990 och 1999 påbörjades arbetet med upprustningen av stigen till Korpilombolo i samarbete med Sveaskog.
I augusti 2016 fanns det enligt Ratsit 28 personer över 16 år registrerade med Lahenpää som adress. Byn hette förr officiellt Lahdenpää men numera Lahenpää i enlighet med meänkielin istället för riksfinskan.[källa behövs]